# Саламия

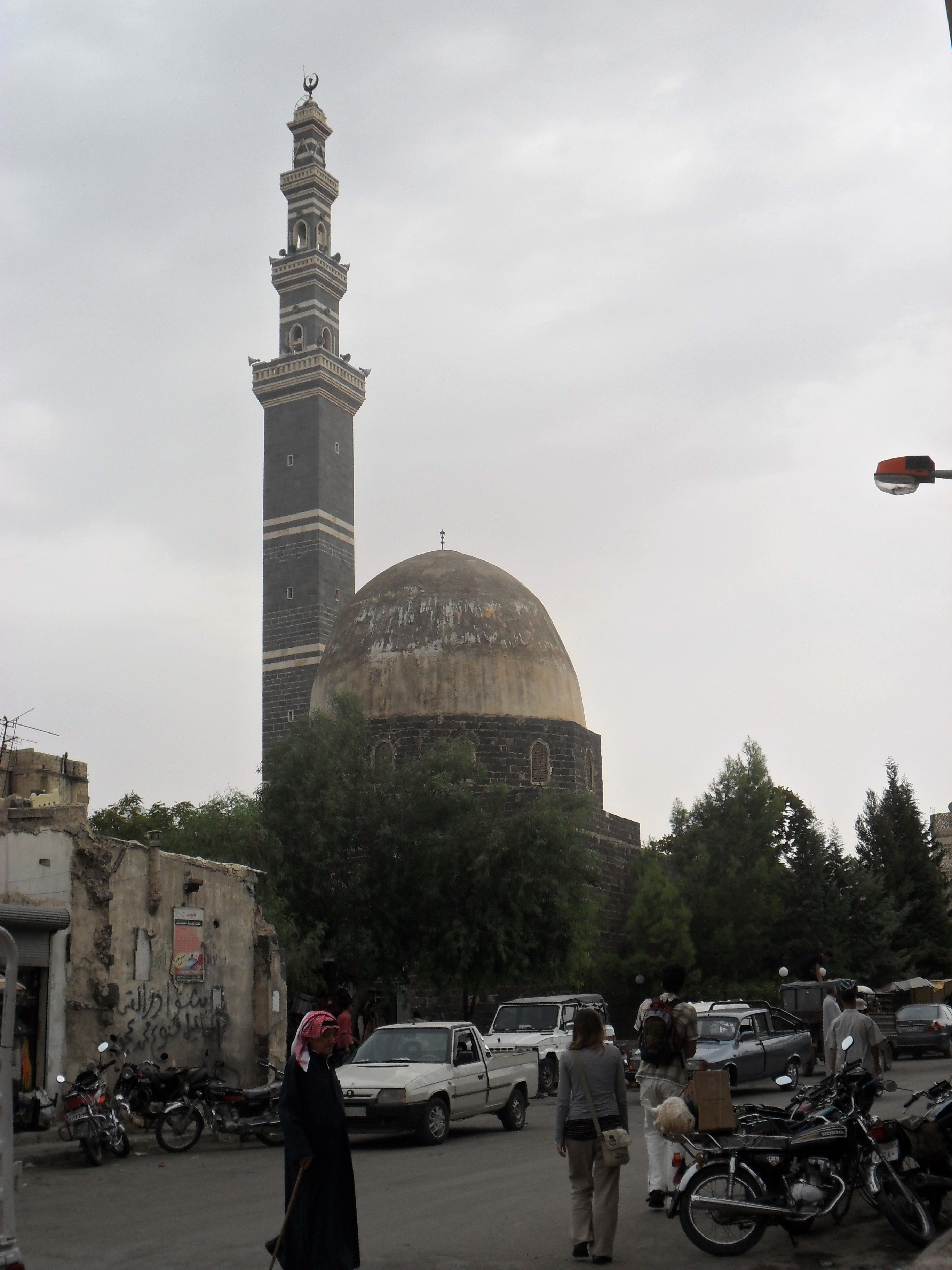
Мечеть Абдуллаха ибн Мухаммада, восьмого исмаилитского имама

Салами́я (араб. السلمية‎) — город на западе Сирии, расположенный на территории мухафазы Хама. Второй по численности населения город мухафазы.

## Географическое положение
Город находится в южной части мухафазы, на высоте 465 метров над уровнем моря.
Саламия расположена на пересечении нескольких крупных автомагистралей, на расстоянии приблизительно 27 километров к юго-востоку от Хамы, административного центра провинции и на расстоянии 177 километров к северо-северо-востоку (NNE) от Дамаска, столицы страны. Ближайший аэропорт расположен в городе Халеб.

## Демография
По данным 2013 года, население составляло 110 683 человека.
Динамика численности населения города по годам:
| 1960   | 1970   | 1981   | 2003   | 2013    |
| ------ | ------ | ------ | ------ | ------- |
| 15 284 | 21 677 | 35 909 | 87 732 | 110 683 |

## История
Город известен с глубокой древности. Предположительно, первыми его обитателями были шумеры (3000 год до н. э.). Позднее, сменяя друг друга, Саламией владели аморритские племена, арамеи и набатеи. В последующем город управлялся царями Эмесы, правившими в качестве клиентов Рима. По их приказу была возведена крепость Шмемис, расположенная в 7 километрах к северо-западу от города.
Во времена Византийской империи город был центром архиепископства. В ходе Ирано-византийской войны (602—628), Саламия была разрушена войсками шахиншаха Хосрова II и восстановлена уже в период после Арабского завоевания.
Город сыграл важную роль в истории становления исмаилизма. Отсюда направлялись миссионеры в Центральную Азию и Северную Африку. Здесь в 893 году родился аль-Каим (934—946), второй халиф династии Фатимидов. В 903 году город был вновь разрушен враждовавшими с жителями города карматами.
Во время монгольского вторжения в Сирию, в 1260 году, исмаилиты покинули Саламию, укрывшись в близлежащих горах. Оставшееся после этого небольшое поселение просуществовало вплоть до периода османского господства в регионе и впоследствии было полностью покинуто.
В 1849 году места, где некогда находился город, вновь начали обживать переселенцы-исмаилиты. В 1879 году в окрестностях города поселились черкесы-мухаджиры. К северу от Саламии ими были основаны три деревни. В 1883 году город становится центром казы (административной единицы третьего уровня в Османской империи).
В 1946 году Саламия стала частью независимой Сирии.

## Экономика
Саламия — значимый центр пищевой промышленности. На близлежащих полях культивируются зерновые культуры и хлопчатник. Развито овцеводство.

## Интересные факты
В городе был похоронен принц Али Салман Ага-хан (1911—1960), отец духовного лидера исмаилитов-низаритов принца Карима Ага-хана IV.